# Teorema cleștelui
În analiza matematică, Criteriul majorării furnizează o condiție suficientă privind convergența unui șir.

## Enunț
Fie (an), (bn), (xn) trei șiruri cu proprietățile:
- {\displaystyle a_{n}\leq x_{n}\leq b_{n},\forall n\geq n_{0};}
- {\displaystyle \lim _{n\to \infty }a_{n}=\lim _{n\to \infty }b_{n}=a.}

Atunci șirul (xn) este convergent și are limita a.

## Demonstrație
Fie ε>0, ales arbitrar.
Cum {\displaystyle a_{n}\rightarrow a,\;b_{n}\rightarrow a,} va exista un rang {\displaystyle n_{\epsilon }\geq n_{0}} astfel încât:
{\displaystyle \forall n\geq n_{\epsilon }}  să fie îndeplinite condițiile: {\displaystyle \left\vert a_{n}-a\right\vert <\epsilon }  și   {\displaystyle \left\vert b_{n}-a\right\vert <\epsilon .}
Din condițiile de mai sus avem: {\displaystyle -\epsilon <a_{n}-a<\epsilon } și {\displaystyle -\epsilon <b_{n}-a<\epsilon }.
De aici:
{\displaystyle \forall n\geq n_{\epsilon },\;\;-\epsilon <a_{n}-a\leq x_{n}-a\leq b_{n}-a<\epsilon ,}
ceea ce arată că:
{\displaystyle \lim _{n\to \infty }x_{n}=a.}

## Exemplificare
Cu ajutorul criteriului majorării se poate calcula limita seriei:
{\displaystyle \lim _{n\to \infty }\left({\frac {1}{\sqrt {n^{2}+1}}}+{\frac {1}{\sqrt {n^{2}+2}}}+\cdots +{\frac {1}{\sqrt {n^{2}+kn}}}\right),k\in \mathbb {N} .}
Rezolvare
Se notează:
{\displaystyle a_{n}={\frac {1}{\sqrt {n^{2}+1}}}+{\frac {1}{\sqrt {n^{2}+2}}}+\cdots +{\frac {1}{\sqrt {n^{2}+kn}}}}
Se observă că:
{\displaystyle {\frac {1}{\sqrt {n^{2}+kn}}}+\cdots +{\frac {1}{\sqrt {n^{2}+kn}}}\;\;(de\;kn\;ori)\;\;\leq a_{n}\leq {\frac {1}{\sqrt {n^{2}+1}}}+\cdots +{\frac {1}{\sqrt {n^{2}+1}}}\;\;(de\;kn\;ori)\;\;\iff }
{\displaystyle \iff \;\;{\frac {kn}{n^{2}+kn}}\leq a_{n}\leq {\frac {kn}{n^{2}+1}},\;\forall n\in \mathbb {N} ^{*}} (1)
Deoarece:
{\displaystyle \lim _{n\to \infty }{\frac {kn}{\sqrt {n^{2}+kn}}}=\lim _{n\to \infty }{\frac {kn}{n{\sqrt {1+{\frac {k}{n}}}}}},}
{\displaystyle \lim _{n\to \infty }{\frac {k}{\sqrt {1+{\frac {k}{n}}}}}=k\;\;}   și   {\displaystyle \;\;\lim _{n\to \infty }{\frac {kn}{\sqrt {n^{1}+1}}}=\lim _{n\to \infty }{\frac {k}{\sqrt {1+{\frac {1}{n^{2}}}}}}=k.}
Prin urmare:
{\displaystyle \lim _{n\to \infty }{\frac {kn}{\sqrt {n^{2}+kn}}}=\lim _{n\to \infty }{\frac {kn}{\sqrt {1+{\frac {1}{n^{2}}}}}}=k} (2)
Din (1) și (2), aplicând criteriul majorării, rezultă:
{\displaystyle \lim _{n\to \infty }a_{n}=k.}